# Hans Anton Aalien
Hans Anton Aalien (Elverum, 21 de setembro de 1958) é um ex-esquiador e atleta paraolímpico norueguês.
Ele ganhou a medalha de ouro no esqui adaptado, evento de demonstração nas Olimpíadas de Inverno de 1988 em Calgary, Canadá, com um tempo de 18 minutos e 52,2 segundos. Participou nas provas de atletismo em quatro edições consecutivas dos Jogos Paraolímpicos de Verão, entre 1976 e 1988, e também competiu na natação em 1976 e 1984. Ele ganhou uma medalha de bronze no atletismo e uma de prata e um bronze na natação. Na Paraolimpíada de Inverno, ele competiu no esqui cross-country em 1980, 1984 e 1988, e medalhou em todos os eventos em que participou. Aalien ganhou um total de sete medalhas de ouro, uma prata e um bronze em Jogos Paraolímpicos de Inverno.